# ハリー・モーティマー
ハリー・モーティマー（Harry Mortimer、1902年4月10日 - 1992年1月23日）は、イギリスの指揮者、トランペット奏者、コルネット奏者。

## 略歴
イギリスの金管奏者一家に生まれる。1924年にフォーデン・モータース・バンド（en:Foden Motor Works Band）に所属し、1929年には父フレッドの指揮の下でバンドマスターに就任する。
父の引退後は同バンドの指揮者に就任して頭角を現す。モーリス・モーターズ・バンド（Morris Motors Band）、フェアリー・エイヴィエーション・ワークス・バンド（en:Fairey Aviation Works Band）など多くの金管バンドを指導して全英選手権、全英マスターズなど各種コンテストでの入賞をはたすとともに、BBC交響楽団、ハレ管弦楽団などのソロ・トランペットおよびコルネット奏者も務める。
英国金管バンド界への多大な貢献を賞して、数多くの勲章を授けられた。

## 備考
イギリスにおけるブラスバンド（Brass Band）は金管楽器のみで構成された合奏形態を意味し、木管楽器も加わった吹奏楽団＝日本で言ういわゆる「ブラスバンド」はWind Bandと呼ばれる。